# Asco (California)
Asco es un área no incorporada ubicada en el condado de Alameda en el estado estadounidense de California. El nombre viene de la empresa de azúcar Alameda Sugar Company (ASC), que operó desde 1899 a 1917.

## Geografía
Asco se encuentra ubicada en las coordenadas 37°40′59″N 121°52′22″O / 37.68306, -121.87278.